# Torarin kortfäll
Torarin kortfäll (Þórarinn stuttfeldr) var en isländsk furstelovskald hos den norske kungen Sigurd Jorsalafare (död 1130). Han är omnämnd i Skáldatal och några av hans strofer citeras i kungasagorna.

## Torarin kortfälls saga
I Morkinskinna och i några av handskrifterna till Snorre Sturlassons Heimskringla finns en kortsaga (þáttr) som handlar om Torarin kortfäll, men förutom upplysningen att han då stod i begrepp att göra en pilgrimsresa till Rom är ingenting känt om hans liv.
Sagan omtalar två episoder, vilka bör ha inträffat omkring år 1120. Kung Sigurd hade med hirden gått till aftonsång, men sången lät ynkligt eftersom alla var bakfulla. Då fick kungen syn på en man i kort skinnpäls som han i en kviðlingr gav skulden: Villir vísdóm allan; veldr því karl í feldi, det vill säga "All visdom (=gudstjänsten) blir störd; det vållar karlen i fällen". Mannen trädde då fram och kvad en vers där han uppmanade kungen att ge honom en skikkja (mantel eller kappa):
| Här dock kan du en härman hälsa i korta pälsen: värdig mig är visst slik en vanprydnad kan jag anta. Välgärning vore visst, om vänare mig förlänat skänkrik skindrott, ty enkla skinntrasor intet aktas. | Hykk, at hér megi þekkja heldr í stuttum feldi oss, en ek læt þessa óprýði mér hlýða. Værir mildr, ef mæra mik vildir þú skikkju, – hvat hafim heldr an tötra – hildingr, muni vildri. |  |

[På prosa: "Jag vet att man här ser mig i en ganska kort skinnfäll, men denna vanprydnad passar nog mig. Du skulle dock vara en givmild kung om du ville klä mig i en något bättre mantel; vad som helst hellre än paltor."]
Torarin blev nu kallad kortfäll (stuttfeldr) eftersom han själv nämnt sig så i dikten. Dagen efter framförde han en drapa för kungen, för vilken han blev rikligt lönad.
I kortsagans andra episod berättas hur Torarin lurades av hirdskalden Arne fjäreskev (Árni fjöruskeifr), som också nämns i Skáldatal, att framföra en smädevisa inför kungen om en av dennes fränder med öknamnet Flottstrut (mörstrútr). Missförståndet blev emellertid uppklarat och Torarin hämnades med en smädevisa om Arne, som beskylldes för att inte bara vara en dålig skald utan även ha visat feghet i Särkland. Han hade med andra ord deltagit i kungens korståg. Arne var troligen norrman — annars hade islänningarna nästan monopol på furstediktningen vid denna tid.

## Verk
Den drapa om kung Sigurd Jorsalafare, som Torarin framförde vid det tillfälle då han fick sitt öknamn, har kallats Stuttfeldardrápa och sex strofer och en kvartsstrof av den har bevarats i Morkinskinna, Hulda/Hrokkinskinna och Heimskringla. De är författade på versmåttet töglag och handlar om det berömda norska korståget till Jorsala (Jerusalem). I en av stroferna får man rentav veta att kungen badat i Jordanfloden. Dikten är i formellt hänseende en imitation av Torarin lovtungas och Sighvat skalds Knutsdrapor, men rimmen är inte systematiskt genomförda. «Der mærkes en vis flugt og fart i beskrivelser, men ellers udmærker digtet sig egentlig ikke ved nogen særlig poetisk ånd,» skriver Finnur Jónsson. Den isländska skaldepoesin hade vid denna tid passerat sin höjdpunkt.
Tre improviserade lausavísur har också bevarats i Torarin kortfälls saga.